# David Arthur Waller
David Arthur Waller (* 10. Juni 1961 in Islington, London) ist ein britischer Geistlicher, römisch-katholischer Bischof und Ordinarius des Personalordinariats Unserer Lieben Frau von Walsingham.

## Leben
David Arthur Waller besuchte die School of St. David and St. Katharine in Hornsey. 1983 erwarb er an der University of Leeds einen Abschluss im Fach Theologie. Anschließend arbeitete er sechs Jahre als Sozialarbeiter in Bradford. Ab 1989 besuchte er das Chichester Theological College. 1991 wurde er zum Diakon und 1992 zum Priester der Church of England geweiht. In der Folge war er als Kurat in Aldwick (1991–1995) und als Vikar in Crawley (1995–2000) in der anglikanischen Diözese Chichester tätig. Zudem war er Krankenhausseelsorger und Mitglied der Diözesansynode. Im Jahr 2000 wurde Waller Pfarrer der Pfarrei St. Saviour in Walthamstow in der Diözese Chelmsford. Daneben gehörte er dem Rat der Kleriker des Bischofs von Richborough und von 2005 bis 2010 der Generalsynode der Church of England an. Darüber hinaus leitete er die Diözesankommission für die religiöse Bildung.
Am 24. April 2011 konvertierte Waller von der anglikanischen Kirche zur römisch-katholischen Kirche. Durch den Bischof von Brentwood, Thomas McMahon, empfing er am 14. Mai 2011 in der Kirche Our Lady of Lourdes in Wanstead die Diakonenweihe und am 11. Juni desselben Jahres in der Kathedrale von Brentwood das Sakrament der Priesterweihe für das Personalordinariat Unserer Lieben Frau von Walsingham. Von 2011 bis 2015 wirkte Waller als Pfarradministrator der Pfarrei St. John the Baptist in Ilford. Ab 2015 war er Pfarrer der Pfarrei Christ the King in Chingford. Zudem fungierte er als Präsident des Governing Council des Personalordinariats Unserer Lieben Frau von Walsingham und als Dechant für den Südosten Englands sowie ab 2020 als Generalvikar des Personalordinariats.
Am 29. April 2024 ernannte ihn Papst Franziskus zum Ordinarius des Personalordinariats Unserer Lieben Frau von Walsingham. Da Waller, anders als sein Vorgänger, unverheiratet ist, leitet er das Ordinariat als Bischof. Der Präfekt des Dikasteriums für die Glaubenslehre, Víctor Manuel Kardinal Fernández, spendete ihm am 22. Juni desselben Jahres in der Westminster Cathedral die Bischofsweihe; Mitkonsekratoren waren der Erzbischof von Westminster, Vincent Kardinal Nichols, und der Ordinarius des Personalordinariats Kathedra Petri, Bischof Steven Joseph Lopes, sowie der Bischof von Broken Bay und Apostolische Administrator des Personalordinariats Unserer Lieben Frau vom Kreuz des Südens, Anthony Randazzo. Die Amtseinführung in der Church of Our Lady of the Assumption and St. Gregory erfolgte am 23. Juni 2024.